# 宮崎機場
宮崎機場（日语：／ Miyazaki kūkō */?）位於日本宮崎縣宮崎市，屬於第二種機場。設有愛稱「宮崎簕杜鹃機場」（宮崎ブーゲンビリア空港）。

## 概要
- 位於宮崎市南部的海岸地帶離市中心5公里。
- 1996年連接機場的JR宮崎機場線開通，改善了前往日向市、延岡方向的交通。

## 歷史
- 1943年　前日本海軍赤江飛行場建成。
- 1954年　航空大學校的訓練飛行場開始運作。
- 1961年　列為第2種機場。跑道長延伸到1,500公尺，正式開始營運。
- 1963年　航廈完成。
- 1966年　跑道長延伸到1,800公尺。同時成為日本第一個地方性機場供噴射機升降，也是第一個地方性機場使用雷達作空管。
- 1979年　跑道長延伸到1,900公尺。
- 1990年　跑道長延伸到2,500公尺，同時新航廈完成。
- 1996年　九州旅客鐵道（JR九州）宮崎機場線開通。
- 2024年10月2日，二战时美军遗留的哑弹爆炸造成跑道塌陷，机场因此一度关闭。[1]

## 航空公司與航點
| 航空公司                    | 目的地                                        |
| --------------------------- | --------------------------------------------- |
| 日本航空                    | 東京-羽田、大阪-伊丹、福岡                    |
| 日本空中通勤                | 福岡                                          |
| 全日本空輸 由全日空之翼營運 | 東京-羽田、大阪-伊丹、名古屋-中部、福岡、沖繩 |
| 東方空橋                    | 福岡                                          |
| 樂桃航空                    | 東京-成田、大阪-關西                          |
| 捷星日本航空                | 東京-成田                                     |
| 韓亞航空                    | 首爾-仁川                                     |
| 台灣虎航                    | 臺北-桃園                                     |

## 交通

### 鐵路
- 九州旅客鐵道宮崎空港線宮崎機場站

## 外部連結
- 宮崎機場官方網站（页面存档备份，存于）（日語）（英文）（繁體中文）（简体中文）